# Killingworthške lokomotive
Killingworthške lokmotive so bile eksprimentalne parne lokomotive, ki jih je za premogovnik Killingworth skonstruiral George Stephenson od leta 1814 do 1826.

## Ozadje
George Stephenson je bil leta 1812 izbran za  konstruktorja lokomotiv  v  premogovniku  Killingworth in s fiksnimi parnimi stroji takoj izboljšal transport premoga iz rudnika. Zanimati se je začel za Blenkinsopove lokomotive v Leedsu in Blackettove eksperimentalne lokomotive v premogovniku  Wylam, kjer je bil rojen. Do leta 1814 mu je uspelo prepričati najemnike premogovnika za financiranje »potujočega stroja«, ki je prvič stekel 25. julija 1814. Z eksperimentom je potrdil Blackettovo trditev, da je trenje koles na jeklenih tračnicah dovolj veliko, da zobniški prenos moči z lokomotive na kolesa ni potreben.

## Blücher
Lokomotivo Blücher  je George Stephenson skonstuiral leta 1814 kot prvo v obdobju 1814-1816. S temi lokomotivami je utrdil svoj ugled konstruktorja in postavil temelje za svojo ključno vlogo v razvoju železnic. Blücher  je lahko s hitrostjo približno 6,5  km/h  vlekla vlak, težak 30 ton. Ime je dobila po pruskem generalu Gebhardu Leberechtu von Blücherju, ki je leta 1815 po hitrem pohodu pravočasno prišel na prizorišče  waterloojske bitke in pripomogel k Napoleonovemu porazu.
Stephenson je skrbno preučil  njene lastnosti in ugotovil, da z njo prihrani nekaj denarja  v primerjavi s konjsko vleko,  čeprav so bile takrat cene žita zaradi vojn zelo visoke.  S preusmeritvijo izpuha pare v dimnik parnega kotla je močno povečal njegov vlek in s tem moč parnega kotla.  Hkrati je odpravil tudi nadloge, ki jih je povzročala v zrak izpuščena para.
Lastnosti lokomotive je opisal v drugem delu  Annals of Philosophy leta 1814.  V članku je najprej opisal zobniško lokomotivo iz Leedsa, verjetno Salamanco, in nadaljeval: »Esperimeni v Leedsu so bili tako uspešni, da so podoben stroj  sestavili tudi v Newcastleu, kakšen kilometer in pol severno od mesta. Lokomotiva je hitrostjo približno 4,5 km/h  za seboj vlekla 14 vagonov, naloženih s po dvema tonama premoga, s čimer je prihranila stroške 14 konj.« Članek se nadaljuje z omembo lokomotive brez zobniškega pogona, morda Puffing Billyja v Wylamu.
Lokomotiva Blücher  se ni ohranila, ker je Stephenson njene dele porabil za razvoj bolj dovršenih modelov.

## Lokomotiva 1815
Do 28. februarja 1815 je Stephenson opravil dovolj izboljšav, da je skupaj s premogovniškim nadzornikom Ralphom Doddsom zanje dobil patent. Predmet patentne pravice je bil kroglasti zglob, ki je neposredno povezal valj in kolesa. Pogonska kolesa so bila med seboj povezana z verigami. Verige je po nekaj letih opustil v korist neposredna povezave. Nova lokomotiva, skonstruirana po teh načelih, je delovala.

## Wellington
Velika ovira za delovanje prvih lokomotiv je bil neobstoj vzmetenja. Tračnice so  bile dolga samo 90 cm in pogosto površno položene, kar je povzročalo pogosta iztirjenja. Stephenson je zato zasnoval nov sedež in čelne spoje tračnic zamenjal s polprekritimi. Kolesa iz litine  je zamenjal s kovanimi in uvedel parno vzmetenje: vsako kolo je imelo navzgor obrnjen bat v navzdol odprtem valju, nad katerim je bila para iz parnega kotla. Za uravnoteženje lokomotive so zadostovali bati s premerom nekaj palcev. Izboljšave je 30. septembra 1816 patentiral G. Losh, ustanovitelj železarne v Newcastleu.
Stephenson in glavni nadzornik  Nicholas Wood sta leta 1818 skrbno opravila več serij meritev trenja in vplivov nagiba. Za merjenje sta uporabila dinamometer, ki sta ga razvila sama. Meritve so bile dobra podlaga za kasnejši razvoj železnic.
Lokomotive, proizvedene  po teh načelih po letu 1816, so se uporabljale kot lokomotive do leta 1841 in nato do leta 1856 kot stacionarni parni stroji. Ena od njih se je imenovala Wellington, druga pa My Lord.

## Killingworth Billy
Killingworth Billy ali  Billy (ne zamenjaj ga s Puffing Billy) je leta 1826 po Stephensonovih načrtih izdelalo podjetje  Robert Stephenson and Company. Lokomotiva je zdaj razstavljena v Stephensonovem železniškem muzeju. 